# 박선 문화
박선 문화(北山文化, Bac Son culture)는 1만년에서 8,000년 전 호아빈 문화로 거슬러 올라가는 초기 신석기 시대의 베트남 문화의 이름이다. 박선은 이 문화의 유물을 최초로 발견한 곳인 랑선성 박선현의 이름을 딴 것이다. 호아빈 문화의 주인 부족들이 박선 문화를 만들었다.

## 개요
박선 문화의 영역은 오늘날의 랑선성, 타이응우옌성, 호아빈성, 닌빈성, 타인호아성, 응에안성의 영역이다. 1997년까지 51개의 박선 문화 유적지가 발굴되었다. 이 중 8곳에서 유체가 발견됐다.
박선 문화의 원시인들은 강과 하천 근처의 동굴, 돌로 된 지붕에 살았다. 그들은 사냥과 채집을 하며 살았다. 그들은 또한 매우 이른 단계에서 농업을 시작했다. 그들의 작업 도구는 깎거나, 마제석기로 만들어졌고 대나무와 나무로 만들어졌다. 이러한 도구들은 호아빈 문화에서 원시인들의 도구들보다 더 정교했다. 특히, 박선 문화의 원시인들은 도자기를 만드는 방법을 알고 있었다. 그들은 호아빈 문화권 사람들보다 보석을 더 좋아했고 비교적 안정된 거주지를 가지고 있다.